# Farroupilha (Río Grande del Sur)

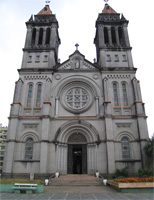
El Sagrado Coração de Jesus(que significa Santo Corazón de Jesús) iglesia (construida en 1932) en Farroupilha Rio Grande do Sul, Brasil

Farroupilha, Rio Grande do Sul

Farroupilha o Farropilla es un municipio brasileño del estado de Rio Grande do Sul.
Se encuentra ubicado a una latitud de 29º13'30" Sur y una longitud de 51º20'52" Oeste, estando a una altitud de 783 metros sobre el nivel del mar. Su población estimada para el año 2008 era de 62.674 habitantes.
Ocupa una superficie de 359,30 km².